# Динамо (жіночий футбольний клуб, Київ)
«Дина́мо» — український жіночий футбольний клуб з міста Києва.

## Історія
Жіноча футбольна команда «Динамо» була заснована в Києві в 1989 році на базі однойменного чоловічого клубу. У 1990 році клуб дебютував у вищій лізі СРСР, де зайняв друге місце в перших двох групах, а потім у матчі за 3-е місце в серії пенальті програв 3:5 раменському «Текстильнику». У наступному сезоні 1991 року клуб посів 9 місце у групі 2. Крім того, він дебютував у Кубку СРСР серед жінок, але посів останнє місце в групі з чотирьох команд у першому етапі.
1992 року клуб дебютував у Вищій лізі України і виграв чемпіонат і кубок України, а наступному сезоні, в 1993 році, клуб зайняв друге місце чемпіонату та став фіналістом кубку. У фіналі «Динамо» поступилося «Арені» (Київ) з рахунком 4:1. У 1994 році клуб вирішив ще гірше — тільки 4-е місце.
1994 року новим президентом «Динамо» став Григорій Суркіс, який досить скептично ставився до жіночого футболу і в кінці 1994 року розформував жіночу команду.
Влітку 2021 року жіночий клуб «Динамо» був відновлений і стартував у Першій лізі України. Головним тренером команди став Володимир Пятенко. Сезон 2021/22 не був дограний через повномасштабне вторгнення Росії, тим не менш «динамівки» отримали право на наступний сезон зіграти у вищому дивізіоні. Там підопічні Пятенка посіли 7 місце, після чого тренер покинув команду.
Влітку 2023 року команду очолив Володимир Єфімако. Під його керівництвом команда посіла 8 місце, після чого влітку 2024 року команду розформували. Замість цього кияни підписали договір про співпрацю з «Ладомиром» із Володимира.

## Досягнення
- Чемпіон України: 1992
- Володар Кубка України: 1992[7]